# Blood for Blood

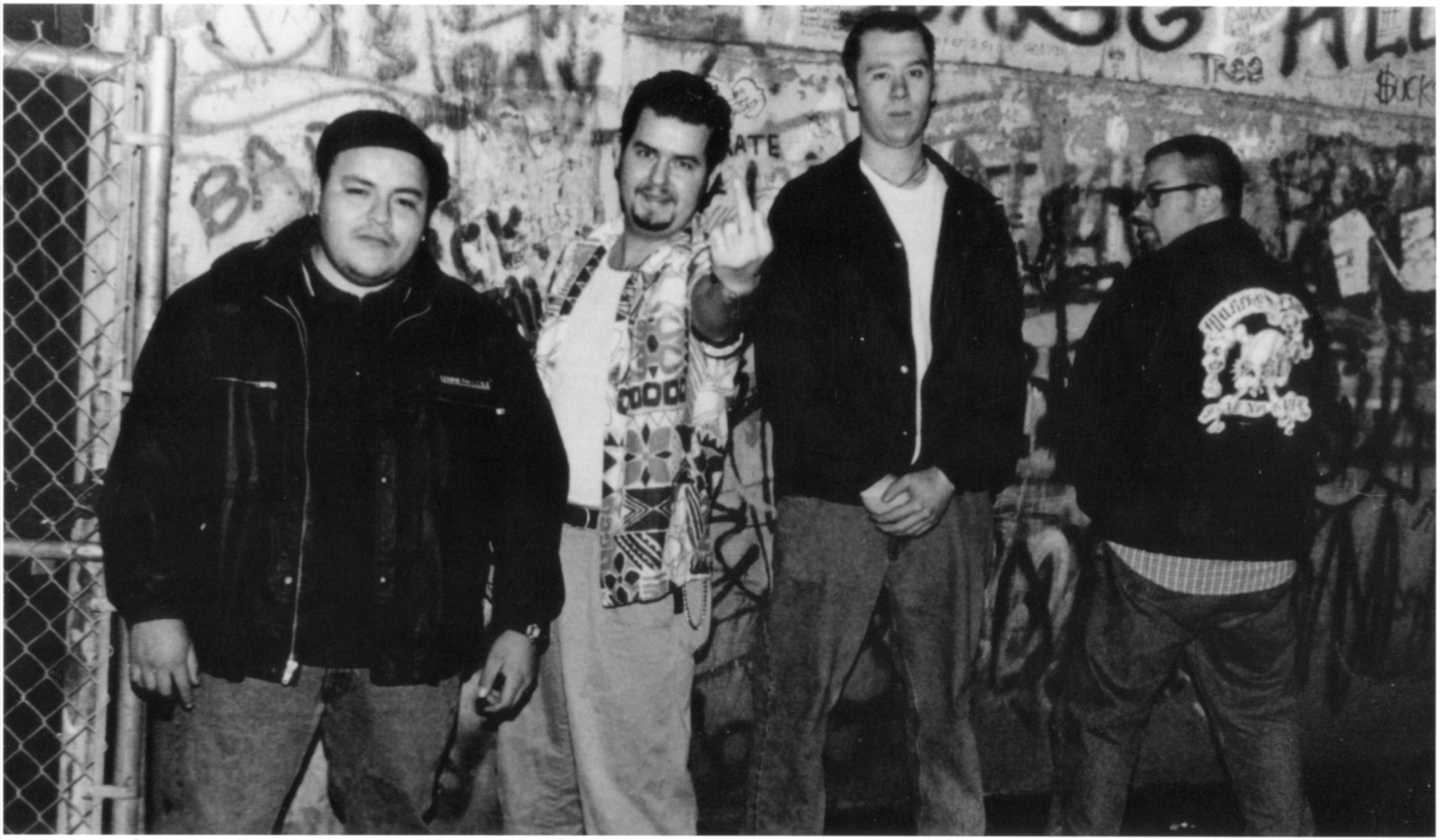
Blood for Blood

Blood for Blood is een Amerikaanse hardcorepunkband uit Boston. Karakteristiek aan Blood for Blood zijn de agressieve en nihilistische teksten. De band werd opgericht in 1995 als reactie op de bestaande harde muziekscene in Boston, die zij omschrijven als een modeshow. Blood for Blood noemt zichzelf white trash. Gitarist Rob Lind was ook oprichter van de band Ramallah.
Het eerste optreden sinds hun stop in 2004 vindt plaats op 3 december 2010 op de Persistence Tour te Deinze, België.

## Leden
- "White Trash" Rob Lind - gitarist, zanger
- Ian McFarland - bassist
- Neal Dike - drummer
- Billy Graziadei - gitarist, zanger (live) (2010-)
- Craig Silverman - gitarist (live) (2010-)

## Oud-leden
- Erick "Buddha" Medina - zanger (1994-2012)
- Mike "Cap'n" Mahoney - drummer (1994–1999)
- Gina Benevides - bassist (1996–1997)
- Greg Dellaria - bassist (1995)
- Jeremy Wooden - bassist (1994–1995)
- Dustin Hengst - drummer (Outlaw Anthems)

## Discografie
- 1997 - Enemy
- 1997 - Spit My Last Breath
- 1998 - Revenge on Society
- 1999 - Livin' in Exile
- 2001 - Wasted Youth Brew
- 2002 - Outlaw Anthems
- 2004 - Serenity

## Voetnoten
1. ↑  Thorp Records